# 쥐

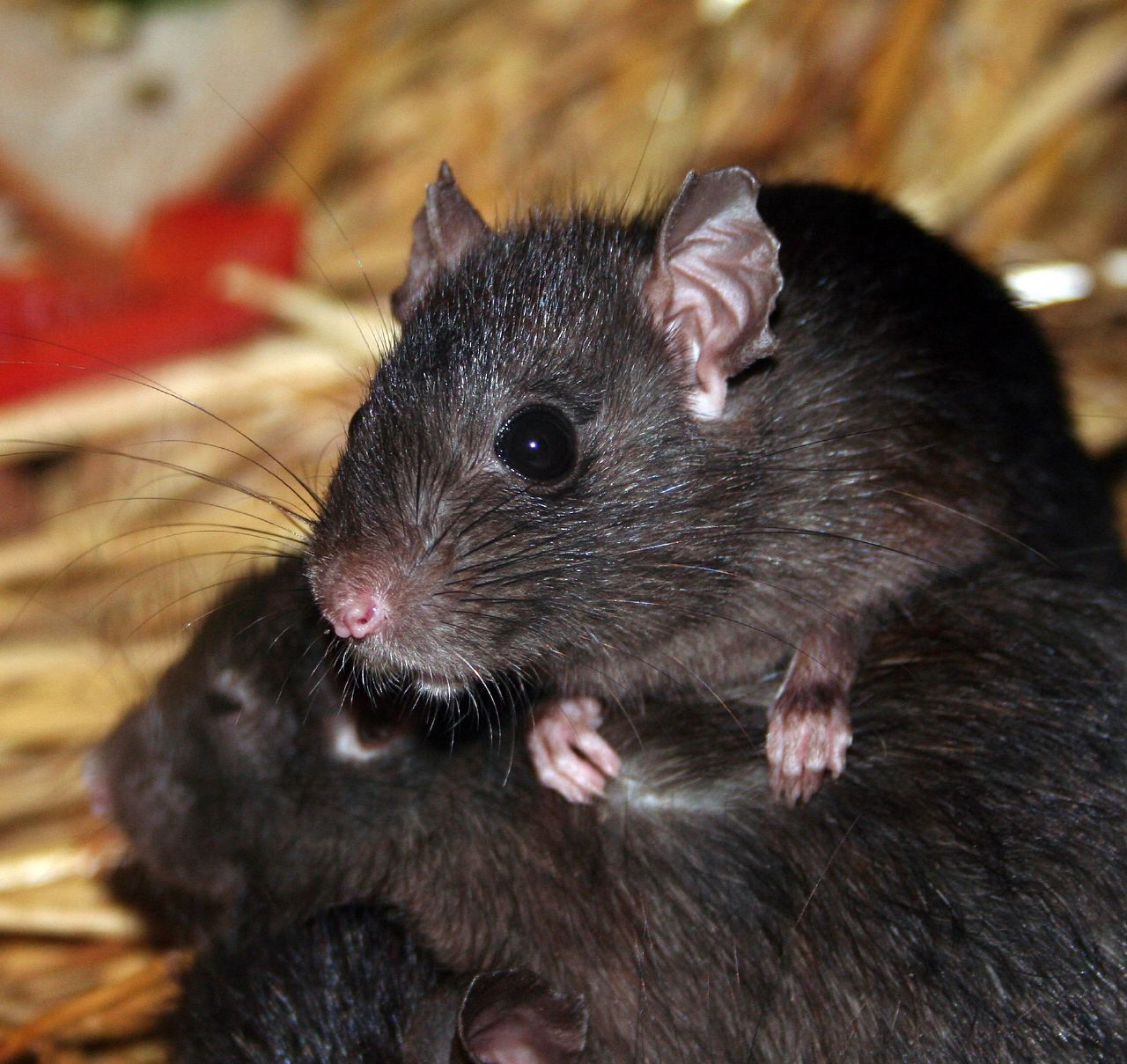
쥐

쥐(영어: Mouse, mice)는 설치류의 한 부류이다. 쥐라고 부르는 동물에 정확히 해당하는 생물학적 분류는 따로 없지만 보통 쥐상과, 쥐과, 쥐아과, 또는 쥐속 동물 가운데 일부를 부르는 말이다. 한자 문화권에서 쥐(子)는 십이지 가운데 첫 번째이기도 하다. 흔히 '쥐'로 불리는 종에는 들쥐, 생쥐, 시궁쥐 등이 있으며, 인간의 생활권 인근에서 사는 종류가 많다. 천적으로는 고양이, 여우, 족제비, 담비, 뱀, 너구리, 오소리, 삵, 올빼미, 왜가리, 황조롱이, 부엉이, 스라소니, 붉은배새매, 말똥가리, 개, 산달, 코요테, 퓨마, 느시, 솔개, 해오라기, 눈표범 등이 있다. 땃쥐 또한 쥐의 한 종이라고 말할 수 있다.

## 쥐의 종류

### 들쥐
들쥐(Micromys minutus)는 유럽과 아시아 지역이 원산지이며 농지에서 주로 볼 수 있다. 성체의 길이는 5-7cm이고 꼬리 길이도 비슷하다.

### 생쥐
생쥐(Mus musculus)는 지구 상에서 인간 다음으로 개체 수가 많은 포유동물로 여겨진다. 극지를 제외한 세계 대부분의 지역에 분포하고 인간과 가까이서 생활한다. 성체의 몸길이는 7.5-10cm, 꼬리길이는 5-10cm까지 자란다. 체중은 대개 10-25g이다. 생물학이나 의학 연구에 사용되는 실험용 쥐는 생쥐의 일종이다.

### 집쥐
집쥐(Rattus norvegicus)는 극지를 제외한 전 세계에 분포하여 인간의 주위에서 서식한다. 도시 지역에서 볼 수 있는 시궁쥐도 집쥐이다. 애완용으로 기르기도 한다. 성체의 몸길이는 약 25cm이며, 꼬리길이도 이와 비슷하다.

## 문화
필리핀에서는 쥐를 식용으로 사용한다. 한자권 국가에서는 쥐를 한자로 쥐 서(鼠)라고 하며, 태산명동서일필(泰山鳴動鼠一匹), 수서양단(首鼠兩端) 등과 같은 관용표현이 존재한다.
- 12지 간지 상에 첫 번째 동물이며 교활한 사람을 "승냥이"와 더불어 "쥐새끼"라고 부르기도 한다.

### 문학
- 이솝 우화 '시골쥐와 서울쥐'는 쥐를 주제로 한 동화이다.
- 아트 스피겔먼이 유대인을 쥐로 비유한 《쥐》(maus)라는 이름의 만화책을 출판했다.
- 소파 방정환은 1926년에 《시골 쥐, 서울 쥐》가 원작인 , 창작동화인 《시골 쥐의 서울 구경》(길벗 어린이 펴냄)을 창작하였다.

## 같이 보기
- 팬더마우스
- 실험용 흰쥐
- 쥐덫
- 시궁쥐
- 생쥐
- 햄스터
- 카피바라
- 뉴트리아